# Common Sense (John Prine)
Common Sense è il quarto album di John Prine, pubblicato dalla Atlantic Records nel 1975.

## Tracce
Brani composti da John Prine, eccetto dove indicato.
Lato A
1. Middle Man – 2:29
2. Common Sense – 3:07
3. Come Back to Us Barbara Lewis Hare Krishna Beauregard – 3:17
4. Wedding Day in Funeralville – 2:25
5. Way Down – 2:21

Durata totale: 13:39
Lato B
1. My Own Best Friend – 3:12
2. Forbidden Jimmy – 2:52
3. Saddle in the Rain – 3:30
4. That Close to You – 2:45
5. He Was in Heaven Before He Died – 2:12
6. You Never Can Tell – 3:17 (Chuck Berry)

Durata totale: 17:48
- La durata dei brani è tratta dalle note di retrocopertina dell'ellepì, mentre la durata indicata sul vinile risulta quasi totalmente differente.

## Musicisti
Middle Man
- John Prine - voce, chitarra acustica
- Steve Goodman - chitarra acustica
- Rick Vito - chitarra elettrica
- Paul Cannon - chitarra elettrica
- Wayne Jackson - strumenti a fiato
- Andrew Love - strumenti a fiato
- Jack Hale - strumenti a fiato
- James Mitchell - strumenti a fiato
- Lewis Collins - strumenti a fiato
- James Brown - pianoforte
- Tommy Cathey - basso
- Peter Bunetta - batteria

Common Sense
- John Prine - voce, chitarra acustica
- Steve Goodman - chitarra acustica solista
- Rick Vito - chitarra elettrica
- Paul Cannon - chitarra elettrica
- Leo LeBlanc - chitarra steel
- Larry Muhoberac - pianoforte
- James Brown - organo
- Tommy Cathey - basso
- Peter Bunetta - batteria
- Jackson Browne - accompagnamento vocale, coro
- J.D. Souther - accompagnamento vocale, coro
- Glenn Frey - accompagnamento vocale, coro
- Carl Marsh - arrangiamenti strumenti a corda

Come Back to Us Barbara Lewis Hare Krishna Beauregard
- John Prine - voce, chitarra acustica
- Steve Goodman - chitarra elettrica
- Paul Cannon - chitarra elettrica
- Rick Vito - chitarra acustica slide
- Larry Muhoberac - pianoforte
- James Brown - organo
- Tommy Cathey - basso
- Peter Bunetta - batteria
- Bonnie Raitt - armonie vocali

Wedding Day in Funeralville
- John Prine - voce, chitarra acustica
- Paul Cannon - chitarra elettrica
- Rick Vito - chitarra elettrica
- Larry Muhoberac - pianoforte
- James Brown - organo
- Tommy Cathey - basso
- Peter Bunetta - batteria
- J.D. Souther - accompagnamento vocale, coro
- Glenn Frey - accompagnamento vocale, coro
- Herb Peterson - accompagnamento vocale, coro

Way Down
- John Prine - voce, chitarra acustica
- Rick Vito - chitarra elettrica
- Paul Cannon - chitarra elettrica
- Rick Vito - chitarra slide (assolo)
- Leo LeBlanc - chitarra steel
- James Brown - pianoforte, organo
- Tommy Cathey - basso
- Peter Bunetta - batteria
- Carl Marsh - arrangiamenti strumenti a corda

My Own Best Friend
- John Prine - voce, chitarra acustica
- Rick Vito - chitarra elettrica
- Rick Vito - chitarra slide
- Glenn Frey - chitarra elettrica
- Paul Cannon - chitarra elettrica
- Larry Muhoberac - pianoforte
- James Brown - organo
- Tommy Cathey - basso
- Peter Bunetta - batteria

Forbidden Jimmy
- John Prine - voce, chitarra acustica
- Steve Goodman - chitarra elettrica
- Alan Hand - pianoforte
- James Brown - organo
- Wayne Jackson - strumenti a fiato
- Jack Hale - strumenti a fiato
- Donald Duck Dunn - basso
- Peter Bunetta - batteria, percussioni
- Brooks Hunnicutt - accompagnamento vocale, coro
- Pat Coulter - accompagnamento vocale, coro
- Gwenn Edwards - accompagnamento vocale, coro

Saddle in the Rain
- John Prine - voce, chitarra acustica
- Steve Goodman - chitarra acustica
- Steve Cropper - chitarra elettrica
- Alan Hand - pianoforte
- James Brown - organo
- Wayne Jackson - strumenti a fiato
- Andrew Love - strumenti a fiato
- Jack Hale - strumenti a fiato
- James Mitchell - strumenti a fiato
- Lewis Collins - strumenti a fiato
- Donald Duck Dunn - basso
- Peter Bunetta - batteria
- Mailto Correa - congas
- Brooks Hunnicutt - accompagnamento vocale, coro
- Pat Coulter - accompagnamento vocale, coro
- Gwenn Edwards - accompagnamento vocale, coro

That Close to You
- John Prine - voce, chitarra acustica
- Rick Vito - chitarra elettrica
- Paul Cannon - chitarra elettrica
- Leo LeBlanc - chitarra steel
- Larry Muhoberac - pianoforte
- James Brown - organo
- Jim Horn - strumenti a fiato
- Chuck Findley - strumenti a fiato
- Jackie Kelson - strumenti a fiato
- Tommy Cathey - basso
- Peter Bunetta - batteria
- Brooks - Hunnicutt - accompagnamento vocale, coro
- Pat Coulter - accompagnamento vocale, coro
- Gwenn Edwards - accompagnamento vocale, coro

He Was in Heaven Before He Died
- John Prine - voce, chitarra acustica
- Steve Goodman - chitarra acustica
- Leo LeBlanc - chitarra steel
- James Brown - organo a canne
- Steve Goodman - accompagnamento vocale, coro

You Never Can Tell
- John Prine - voce, chitarra acustica
- Rick Vito - chitarra elettrica
- Paul Cannon - chitarra elettrica
- Larry Muhoberac - pianoforte
- Jim Horn - strumenti a fiato
- Chuck Findley - strumenti a fiato
- Jackie Kelson - strumenti a fiato
- Tommy Cathey - basso
- Peter Bunetta - batteria
- John Prine - accompagnamento vocale, coro
- Danny Cronin - accompagnamento vocale, coro
- Greg Jackson - accompagnamento vocale, coro
- Alan Hand - accompagnamento vocale, coro
- Peter Bunetta - accompagnamento vocale, coro
- Al Bunetta - accompagnamento vocale, coro

Note aggiuntive
- Steve Cropper - produttore, remixaggio
- Richard Rosenbrough - ingegnere del suono
- Ron Capone - ingegnere del suono, remixaggio
- Barry Rudolph - ingegnere del suono
- Registrato al Ardent Studios di Memphis, Tennessee ed al Larabee Studios di Los Angeles, California
- Remixato al Ardent Studios di Memphis, Tennessee[1]